# John de Warenne (7e comte de Surrey)
Pour les articles homonymes, voir John de Warenne.
John de Warenne (30 juin 1286 – 29 ou 30 juin 1347), 7e comte de Surrey et 2e comte de Sussex, est un important noble anglais de la première moitié du XIVe siècle. Il hérite des nombreuses possessions de son grand-père paternel John de Warenne en 1306. La même année, il épouse Jeanne de Bar, qui est l'une des petites-filles du roi Édouard Ier d'Angleterre. Initialement opposé à Pierre Gaveston, le favori du roi Édouard II, John entretient progressivement de bonnes relations avec lui et affiche sa sympathie pour le parti royal. Pourtant, en 1312, il est l'un des barons qui font arrêter Gaveston pour trahison, mais est profondément choqué par son exécution à l'instigation du comte de Lancastre et offre son aide à la monarchie pendant les années suivantes, très difficiles pour Édouard II.
Dès 1314, le comte envisage de rompre son mariage pour se marier avec ses maîtresses successives, mais n'obtient pas gain de cause. Entravé dans ses projets matrimoniaux par Lancastre, John de Warenne entre en conflit ouvert avec lui à partir de 1317. Malgré l'intervention royale, les tensions subsistent entre les deux hommes jusqu'à l'exécution de Lancastre en 1322. Devenu un partisan inflexible du roi par hostilité à Lancastre, Surrey reste globalement fidèle à Édouard II jusqu'à sa chute du pouvoir en 1326. Il se montre discret pendant la régence de la reine Isabelle et de Roger Mortimer, mais reprend ses activités militaires, en particulier en Écosse, au début du règne d'Édouard III. John de Warenne meurt en 1347, sans être parvenu à être démarié de son épouse.
Ayant habilement joué un rôle de second plan pendant les règnes paradoxaux d'Édouard II et d'Édouard III, Surrey est considéré après son décès comme un homme d'État respecté, d'autant qu'il est l'un des rares magnats à avoir survécu et participé à l'administration de l'Angleterre pendant cette période tumultueuse. Bien qu'il ait été impliqué dans la plupart des événements politiques du début du XIVe siècle, John de Warenne n'a jamais été la figure de proue d'une quelconque décision. Sans grands principes politiques, son destin montre pourtant comment une adhésion ferme était dangereuse et sa politique de tergiversation plus sûre pour les seigneurs anglais à l'époque. Loué comme un chevalier brave et loyal, ses conflits matrimoniaux et successoraux ont quelque peu terni sa réputation.

## Biographie

### Origines, jeunesse et mariage
Né le 30 juin 1286, John de Warenne est le fils de Guillaume de Warenne et de son épouse Jeanne de Vere, une des filles de Robert de Vere, 5e comte d'Oxford. Baptisé le 7 novembre 1286, il est orphelin de père quelques semaines plus tard lorsque Guillaume de Warenne meurt au cours d'un tournoi. La mort subite de son père fait de lui l'héritier de son grand-père paternel John de Warenne, 6e comte de Surrey. Alors qu'il a à peine sept ans, sa mère Jeanne meurt à son tour en 1293. Dans le contrat de mariage de ses parents, il a été convenu que leurs futurs héritiers seraient placés sous la tutelle du comte d'Oxford s'ils venaient tous deux à mourir avant que leurs enfants n'atteignent l'âge adulte. John et sa sœur cadette Alice sont ainsi confiés à leur grand-père maternel jusqu'à sa mort en 1296. Par la suite, on ignore où John et sa sœur sont élevés. Pour sa part, John réapparaît dans les registres royaux en 1304 lorsqu'il hérite de son grand-père paternel des comtés de Surrey et de Sussex. Il hérite de diverses propriétés dans le Surrey et le Sussex mais également dans le Lincolnshire, le Yorkshire, le Wiltshire et le Norfolk. Étant encore mineur, tous ses biens sont placés sous l'administration royale jusqu'à sa majorité. En février 1305, John est envoyé par le roi Édouard Ier à un tournoi tenu à Guildford, qui appartient à sa famille. Bien que ses possessions soient encore administrées par des fonctionnaires royaux, il vit alors dans ses propres domaines. 
Au début du mois de mai 1306, le Parlement convoqué à Westminster émancipe le jeune comte. Avant l'ouverture du Parlement, le roi Édouard Ier remet le 7 avril à John de Warenne les terres de son grand-père, alors qu'il n'a ni atteint l'âgé légal de la majorité fixé à 21 ans, ni encore rendu hommage au roi pour celles-ci. Au cours de la session parlementaire, Édouard offre au comte de Surrey la main d'une de ses petites-filles, Jeanne, fille d'Aliénor d'Angleterre et d'Henri III de Bar,. Bien que la petite Jeanne n'ait que onze ans, le comte accepte sans hésiter la proposition du roi. Jeanne arrive en Angleterre le 13 avril 1306 et est escortée en grande pompe jusqu'à la cour de son grand-père à Westminster. Les fiançailles sont proclamées le 15 mai suivant et, une semaine plus tard, le comte de Surrey est adoubé au cours d'une grandiose cérémonie aux côtés de 266 autres jeunes nobles, dont l'héritier du trône, le futur Édouard II. Les célébrations de ces adoubements sont suivies par une série de mariages, dont celui de John de Warenne avec Jeanne de Bar qui est célébré le 25 mai à la Christ Church Greyfriars de Newgate. John reçoit sa toute première convocation pour assister au Parlement le 30 mai 1306, mais n'est pas présent lorsque la session parlementaire suivante s'ouvre à Carlisle en janvier 1307, le roi l'ayant autorisé à se rendre en Galles. Le 6 février 1307, le roi Édouard le dispense de la dette 6 693 livres que devait son grand-père à la couronne.
Édouard Ier meurt le 7 juillet 1307 et est immédiatement remplacé par son fils Édouard II. John de Warenne figure parmi les barons qui assistent le 6 août suivant à l'élévation de Pierre Gaveston, favori du nouveau roi, au titre de comte de Cornouailles. Le 26 août 1307, John de Warenne est une nouvelle fois convoqué au Parlement qui s'ouvre le 13 octobre suivant. Pendant ce temps, les relations entre le roi et ses barons se détériorent quant aux marques de faveur exubérantes qu'il accorde à son favori. John tergiverse quelque temps entre le roi et l'opposition baronniale : bien qu'il soit un compagnon d'armes du nouveau roi, le comte va bientôt devenir l'un des adversaires les plus virulents de Gaveston. Aux côtés de son beau-frère Edmond FitzAlan, 2e comte d'Arundel, qui a épousé sa sœur cadette Alice en mai 1306, et d'Humphrey de Bohun, 4e comte de Hereford, John de Warenne affronte Pierre Gaveston le 2 décembre 1307 lors d'un tournoi tenu à Wallingford. Pendant la joute, les jeunes et talentueux chevaliers qui accompagnent Gaveston gagnent aisément contre les chevaliers plus âgés qui accompagnent les comtes de Surrey, de Hereford et d'Arundel. À l'issue d'un verdict que les contemporains ont jugé controversé, les arbitres tranchent en faveur de Gaveston et cette humiliation provoque une forte inimitié entre les deux partis en présence, particulièrement entre les comtes de Surrey et de Cornouailles.

### Hostilité puis réconciliation avec Pierre Gaveston
Le 31 janvier 1308, alors qu'il accompagne Édouard II en France lorsque celui-ci va y épouser Isabelle, fille du roi Philippe IV le Bel, et rendre hommage au roi de France pour ses possessions en Aquitaine, John de Warenne est l'un des quatre comtes anglais avec Henry de Lacy, 3e comte de Lincoln, Aymar de Valence, 2e comte de Pembroke, et Humphrey de Bohun, 4e comte de Hereford, qui signent l'agrément de Boulogne, une déclaration qui est de nos jours considérée comme la première manifestation de l'opposition aux abus de Pierre Gaveston. Surrey assiste le 25 février suivant au couronnement du nouveau couple en l'abbaye de Westminster, lors duquel Gaveston choque les personnalités invitées par son arrogance, et influe ensuite activement au sein du Parlement pour imposer au roi le 18 mai 1308 l'exil du favori. À la même époque, John entre au service de Thomas de Lancastre, 2e comte de Lancastre, un cousin du roi qui est le plus puissant des magnats d'Angleterre et devient progressivement le leader de la fronde des barons. John promet à Lancastre, peut-être pendant un tournoi qui a lieu en mars 1308 à Dunstable, de le servir avec 80 hommes d'armes. En avril 1309, les comtes de Surrey et d'Arundel appartiennent officiellement à la suite du comte de Lancastre. En juin suivant, le roi interdit formellement aux trois comtes de participer à des activités militaires, telles des tournois. 
Lorsque Gaveston revient d'exil en juillet 1309, les comtes de Lincoln et de Surrey acceptent ce retour, contrairement à Lancastre. Par la suite, John semble se lier d'amitié avec Gaveston. En octobre 1309, il est ainsi présent à York avec le roi et Gaveston, tandis que les autres barons refusent de se présenter au conseil du roi. En février 1310, John est chargé par le roi d'assurer le maintien de l'ordre lors du Parlement ouvert à Londres. Au cours de cette session, le roi est contraint d'accepter l'élection d'un comité de 21 seigneurs qui cherchent à réformer les prérogatives royales. John de Warenne est le seul comte avec Gaveston et son oncle Robert de Vere, 6e comte d'Oxford, à refuser de participer à ce conseil de barons. Il est également le seul comte avec Gilbert de Clare, 8e comte de Gloucester, à répondre aux convocations du roi en août 1310 lorsque ce dernier mène avec Gaveston une campagne militaire en Écosse. John chevauche en Écosse jusqu'à l'été 1311. Le roi le récompense généreusement pour le soutien qu'il lui a apporté, avec notamment le don de deux domaines dans le Northamptonshire. Déjà, le 15 juin 1310, le roi lui a offert la possession à vie du château de Peveril et des terres associées contre une imposition annuelle de 437 marcs. Le roi réduit considérablement le montant de cette taxe à la fin de l'année 1310 et, en 1311, il lui accorde la remise officielle de Peveril, sans contrepartie.
Cependant, la publication des Ordonnances de 1311 par les 21 seigneurs restés en Angleterre pendant la campagne d'Écosse impose le bannissement perpétuel de Pierre Gaveston. Lorsque ce dernier fait son retour en janvier 1312, l'archevêque de Cantorbéry Robert Winchelsey persuade le comte de Surrey de l'arrêter. Accompagné du comte de Pembroke, John assiège Gaveston, réfugié au château de Scarborough. Ce dernier est contraint de capituler le 19 mai 1312 et est emmené prisonnier par Pembroke à Londres. Surrey n'est par la suite pas impliqué dans les événements tumultueux du mois de juin 1312, au cours desquels les comtes de Warwick, de Lancastre et de Hereford profitent de la négligence de Pembroke pour se saisir du favori et font impitoyablement exécuter Gaveston pour haute trahison. La violence de cette décision provoque la division de l'opposition baronniale. Bien que le roi soit mécontent que Surrey ait pris part au siège de Scarborough, il ne lui en tient pas rigueur, tout comme au comte de Pembroke. Contrairement à Pembroke et Surrey, les comtes responsables de la mort de Gaveston poursuivent leur opposition au roi, qui refuse de leur pardonner. En août 1312, Édouard II charge le comte de Surrey d'assurer la préservation de la paix dans le Sussex. L'année suivante, le roi lui interdit fermement de rejoindre les comtes impliqués dans la mort de son favori lors de tournois.

### Première crise conjugale
En juin 1314, le comte de Surrey refuse, tout comme les comtes de Lancastre, de Warwick et d'Arundel, de participer à la campagne militaire d'Édouard II en Écosse qui s'achève par la défaite cinglante de Bannockburn. Toutefois, l'absence de John de Warenne n'est pas due à une prétendue solidarité avec les seigneurs responsables de la mort de Gaveston, mais a pour véritable cause son mariage désastreux avec la nièce du roi, Jeanne de Bar. Leur union n'a produit aucun enfant, de sorte que le roi a autorisé dès le 16 août 1309 le comte de Surrey à désigner n'importe quel héritier à son gré, pourvu qu'il ne déshérite aucun enfant éventuel né de son union avec son épouse. Au printemps de l'année 1313, le roi demande au yeoman William Aune d'extraire la comtesse de Surrey du château de Conisbrough, où elle résidait jusque-là, et de l'amener à sa cour. De ce fait, à compter de juin 1313, Jeanne de Bar réside à la Tour de Londres, alors que son époux vit ouvertement avec sa maîtresse Maud de Nereford. Outré par un tel comportement, le clergé d'Angleterre menace dès le mois de mai 1313 John de Warenne d'excommunication s'il ne reprend pas son épouse légitime. Le comte de Surrey refuse de se soumettre et, bien que le roi ait tout fait pour empêcher la sentence, est excommunié par l'évêque de Chichester John Langton. À la suite de cette décision, une bagarre inconvenante s'ensuit entre les partisans du comte et ceux de l'évêque.
Loin d'être inquiet, le comte de Surrey entame en septembre 1314 une procédure de divorce afin d'épouser sa maîtresse et de légitimer les deux fils qu'il a eus avec elle,. C'est effectivement ce mois-ci que l'archevêque d'York William Greenfield convoque Jeanne de Bar pour discuter d'une annulation. Le comte semble compter sur l'appui de l'archevêque d'York, puisqu'il le soutient lorsque ce dernier attaque l'archevêque de Cantorbéry Walter Reynolds au cours du Parlement tenu après la déroute de Bannockburn. Face au tribunal ecclésiastique qui doit trancher sur son divorce, John de Warenne invoque trois arguments principaux pour obtenir l'annulation du mariage : tout d'abord, il affirme qu'il a été contraint de consentir à cette union, ensuite, il rappelle qu'il est consanguin aux troisième et quatrième degrés avec son épouse et, enfin, il révèle qu'il a engagé un précontrat de mariage avec sa maîtresse Maud de Nereford avant son union avec Jeanne de Bar en 1306. Afin de plaider sa cause, Jeanne récuse immédiatement la première assertion faite par son époux et lui rappelle qu'il avait accepté avec enthousiasme la proposition d'Édouard Ier. Les deux autres arguments sont jugés quant à eux peu convaincants par l'Église. Le différend entre les deux époux dure deux ans, au cours desquels une assemblée de barons et de prélats tente de trouver une issue à la crise conjugale. 
Le 23 février 1316, le comte de Surrey finit par proposer à son épouse un paiement annuel de 200 livres ainsi que la cession d'une terre d'un revenu annuel de 740 marcs en compensation de l'annulation du mariage. La comtesse refusant ce compromis, John de Warenne se tourne vers le roi et lui remet le 11 juillet l'ensemble de ses biens pour montrer sa bonne foi. Dès le 4 août, Édouard II lui restitue immédiatement ses biens et statue sur l'héritage du comte : il proclame que le fils aîné de John de Warenne et de sa maîtresse, prénommé également John, héritera de ses biens à sa mort, et si ce dernier vient à mourir sans descendance, son frère cadet Thomas lui succédera. Selon l'accord, le reste de la famille de Warenne ne pourra hériter des biens du comte de Surrey que si ses fils illégitimes meurent sans descendance. En remerciement, le comte convient avec le roi que deux de ses biens les plus rentables reviendront à la couronne à sa mort. Ainsi, il affaiblit considérablement le patrimoine de sa famille afin de préserver celui de ses enfants illégitimes. Désirant avancer sa cause, John de Warenne se tourne vers le pape Jean XXII afin de dissoudre son mariage : lorsqu'il dirige une ambassade royale auprès du pape en décembre 1316, le comte de Pembroke fait part de la demande de Surrey à Jean XXII, mais elle reste infructueuse,. Entretemps, Jeanne de Bar a quitté l'Angleterre en août 1316 et s'en est retournée en sa terre natale.

### Guerre privée avec le comte de Lancastre
Malgré ses démêlés conjugaux, John de Warenne reste un fidèle partisan du roi Édouard II. Le 9 février 1317, le roi convoque à Clarendon un petit groupe de nobles, dont le comte de Surrey, qui lui sont entièrement dévoués afin de discuter des problèmes du royaume. Les discussions s'orientent certes vers le conflit avec l'Écosse mais également vers la menace que pose le comte de Lancastre, qui s'est saisi du gouvernement du royaume entre 1314 et 1316 après la déroute de Bannockburn. Édouard II n'a en effet toujours pas pardonné à son cousin la mort de Gaveston. John de Warenne hésite initialement à défier ouvertement Lancastre. Toutefois, le 9 mai 1317, il fait enlever par Richard de Saint-Martin, un chevalier de sa domesticité, Alice de Lacy, l'épouse du comte de Lancastre, à Canford et l'emmène en son bastion de Reigate. Il est très probable qu'il a eu pour ambition non pas de s'en prendre à l'intégrité physique de la comtesse mais bien d'humilier le plus puissant magnat du royaume d'Angleterre. Cet événement résulte sans doute d'une vengeance personnelle, puisque Lancastre a protesté contre le divorce de John de Warenne et de Jeanne de Bar l'année précédente. Pourtant, d'autres hypothèses sont envisageables pour expliquer les causes de cet enlèvement, qui résulte de l'opposition sur le plan politique des deux comtes et qui a peut-être même eu lieu grâce à la connivence secrète du roi. 
Le comte de Surrey constate pourtant avec amertume qu'il a déclenché la fureur du comte de Lancastre, qui entame une querelle féroce avec lui et mène une série de raids dans ses domaines de Sandal et de Conisbrough dans le Yorkshire. La maîtresse de John de Warenne, Maud de Nereford, doit s'enfuir en précipitation pour échapper aux troupes lancastriennes, tandis que seuls ses domaines de Grantham et de Stamford sont épargnés, puisqu'il les cède à Édouard II le 25 octobre 1317. L'appel à l'arrêt des hostilités sur ordre du roi le 3 novembre se révèle inefficace. Ce dernier, inquiet, se met à chercher une issue dans son propre duel avec son cousin. Le traité de Leake, signé le 9 août 1318, met fin officiellement aux tensions entre le roi et Lancastre. Surrey remarque avec effroi que sa guerre privée avec Lancastre n'est pas incluse dans les clauses du traité. Alarmé déjà en juin 1318 par l'assaut de son rival sur ses possessions galloises de Bromfield et de Wrexham, il se voit contraint d'accepter la paix proposée par son adversaire. Lancastre oblige Surrey à faire un échange de terrains qui lui est défavorable : John de Warenne doit livrer en mai 1319 à son ennemi des domaines dans le Yorkshire, en Galles et dans le Norfolk contre des territoires dans le Somerset, le Dorset et le Wiltshire. En outre, il doit reconnaître qu'il doit payer à Lancastre une énorme indemnité de 50 000 livres, bien que ce dernier n'ait jamais insisté par la suite pour qu'il la paye.

### Ralliement définitif au parti d'ÉdouardII
Malgré sa défaite face au comte de Lancastre, John de Warenne demeure un solide partisan du roi et prouve sa loyauté en le soutenant lors de ses campagnes militaires. En juillet 1319, il est présent à Newcastle upon Tyne lorsque le roi mène une nouvelle campagne contre l'Écosse dans le but de reconquérir Berwick, bien que l'expédition tourne au fiasco. Relativement neutre lors des années suivantes, qui voient l'ascension politique des favoris royaux Hugues le Despenser père et fils, le comte de Surrey est finalement contraint de s'impliquer dans le nouveau conflit entre le roi et ses barons : la guerre des Despenser. Le 14 août 1321, les barons des Marches galloises qui mènent le siège de Londres depuis deux semaines avec le soutien des barons du Nord conduits par le comte de Lancastre obtiennent enfin du roi qu'il exile les Despenser. Les comtes modérés que sont alors ceux d'Arundel, de Pembroke et de Surrey ne peuvent qu'acquiescer à cette décision. Toutefois, ces trois comtes appuient la riposte royale en octobre 1321 et sont présents au siège du château de Leeds. John de Warenne participe à la campagne-éclair d'Édouard II en Galles en janvier 1322 contre les rebelles. Accompagné des comtes d'Arundel, de Pembroke et de Richmond, il persuade le 17 janvier Roger Mortimer, 1er baron de Chirk, et son neveu Roger Mortimer, 3e baron de Wigmore, de se soumettre au roi en échange de la vie sauve. 
Le 11 mars 1322, les comtes de Surrey et d'Arundel assistent au conseil royal au cours duquel il est décidé de proclamer traîtres les rebelles restants, dont le comte de Lancastre, alors en fuite. John de Warenne et Edmond de Woodstock, 1er comte de Kent, sont ensuite chargés de pourchasser Lancastre mais celui-ci est intercepté dès le 16 mars par le shérif Andrew Harclay à Boroughbridge. Arrivé au château de Pontefract où son cousin rebelle lui est amené prisonnier, le roi Édouard désigne John de Warenne comme l'un des juges qui condamnent à mort Thomas de Lancastre pour haute trahison lors d'un procès expéditif qui a lieu le 22 mars. Au mois de mai suivant, le comte de Surrey prend part au Parlement tenu à York qui restaure les Despenser et révoque formellement les Ordonnances de 1311. À cette occasion, il retrouve la possession de son manoir de Bromfield, cédé à Lancastre en 1319, mais doit renoncer à celui d'Aldbourne au profit de Hugues le Despenser l'Aîné. Désormais complètement libéré de l'emprise du baronnage, Édouard II décide de mener une ultime campagne en Écosse en août 1322, à laquelle le comte de Surrey est convié. Cette invasion se révèle infructueuse et s'achève par une défaite cuisante à Old Byland le 14 octobre 1322. Malgré cet échec, le roi désire reprendre les combats et mobilise une nouvelle fois ses troupes en février 1323, bien qu'il soit convaincu par ses conseillers d'accepter la trêve proposée par les Écossais. 
Outre son implication dans les conflits avec l'Écosse, John de Warenne est chargé le 2 mars 1325 de mener un corps expéditionnaire en Aquitaine, à la suite du revers anglais au cours de la guerre de Saint-Sardos l'année précédente. Accompagné du comte de Kent et de 100 hommes d'armes, Surrey embarque de Portsmouth le 25 août 1325 mais ne mène aucun combat en Aquitaine, Édouard ayant finalement accepté les conditions de paix du roi Charles IV le Bel. De retour en Angleterre au début de l'année 1326, il est alors, avec son beau-frère le comte d'Arundel, l'un des derniers pairs du royaume fidèles au régime despotique d'Édouard II et des Despenser. Ces derniers, conscients de l'importance de son soutien au roi, le récompensent de sa loyauté des années passées en le nommant le 10 mai 1326 commandant des troupes stationnées au Nord du royaume. Par ailleurs, Édouard lui restitue le 7 mai les domaines de Sandal et de Conisbrough, en réalité contrôlés depuis 1322 par la couronne, ainsi que certaines de ses terres dans le Surrey, le Sussex et en Galles traitées de manière similaire le 14 mai suivant. Enfin, la possession de l'Isle of Axholme, qu'il avait obtenue en 1322 après l'exécution de John de Mowbray, 2e baron Mowbray, lui est confirmée. Toutefois, Hugues le Despenser l'Aîné s'attire l'inimitié de John de Warenne en s'emparant illégalement d'une possession censée lui revenir.

### Rôle pendant la chute d'ÉdouardIIet la minorité d'ÉdouardIII
L'adhésion du comte de Surrey au régime des Despenser prend fin à l'automne 1326, lorsque la reine Isabelle et Roger Mortimer de Wigmore entament l'invasion du royaume afin de chasser Édouard II et ses favoris du pouvoir. John de Warenne, bien que considéré par les rebelles comme un proche soutien du roi, parvient à survivre à cette période tumultueuse en assurant la reine de sa loyauté. Il échappe ainsi au sort funeste des Despenser et du comte d'Arundel, qui sont capturés et exécutés. Au cours des mois qui suivent, le comte regagne rapidement les faveurs de la reine et de Roger Mortimer, tous deux dirigeants effectifs du royaume après la capture du roi et son incarcération à Kenilworth. En janvier 1327, il fait partie de la délégation parlementaire envoyée auprès d'Édouard II afin de le sommer d'abdiquer. Par la suite, il est présent au couronnement du jeune Édouard III le 1er février suivant, et figure parmi le conseil de régence chargé d'assister le nouveau souverain. Une preuve supplémentaire de son retour en grâce est sa désignation le 29 mars 1327 par le conseil pour aller maintenir l'ordre dans l'Oxfordshire. Même s'il doit rétrocéder l'Isle of Axholme à John de Mowbray, 3e baron Mowbray, John de Warenne ne perd pas pour autant la confiance royale, puisqu'il reçoit Édouard III le 15 mars 1329, qui lui verse 1 600 marcs en guise de reconnaissance, puis lui assure le 16 septembre suivant le versement de 2 000 marcs de l'Échiquier.
L'avènement d'Édouard III s'accompagne également pour John de Warenne d'un renouement avec son épouse Jeanne de Bar. En effet, il est retourné d'Aquitaine au début de 1326 avec elle et a demandé en février 1327 au conseil de pouvoir voyager à l'étranger avec elle. Jeanne de Bar est tenue en haute estime par le roi et la reine-mère, puisqu'elle a passé beaucoup de temps avec eux alors qu'ils étaient réfugiés à la cour de France à la fin de 1325. Elle est vivement récompensée de sa fidélité tant par Isabelle, qui revient sur le règlement de l'héritage de John de Warenne en 1316 alors favorable à ses fils illégitimes, que par Édouard III, qui lui accorde des biens confisqués au défunt comte d'Arundel. En compensation pour ses fils déshérités, Surrey obtient du roi qu'ils soient intégrés dans l'ordre de Saint-Jean de Jérusalem,. Par ailleurs, contre une somme de 200 marcs, Henri de Lancastre, 3e comte de Lancastre, lui rétrocède en 1328 l'ensemble de ses possessions du Yorkshire saisies par son frère Thomas en 1318. Restant relativement discret sous la régence d'Isabelle et Roger Mortimer, le comte de Surrey leur apporte nominalement son soutien. Il est récompensé de sa neutralité pendant le complot du comte de Kent en recevant le 4 mai 1330 son domaine de Swanscombe, d'une rente de 230 livres. Le roi Édouard III ne lui tient pas grief de ce comportement lorsqu'il fait exécuter Mortimer le 29 novembre 1330.

### Campagnes en Écosse et nouvelles fonctions
Dès l'avènement d'Édouard III, l'attention de John de Warenne se concentre à nouveau sur l'Écosse. Le 23 novembre 1327, il est missionné par les régents pour négocier le traité d'Édimbourg-Northampton entre l'Angleterre et l'Écosse. Malgré ce répit, le comte apporte son soutien au roi lorsqu'il décide de reprendre les hostilités à la chute de Mortimer en 1330. Il est sans doute motivé par le fait qu'Édouard III prévoit de restaurer sur le trône d'Écosse son cousin Édouard Balliol en lieu et place du jeune David II Bruce. Ainsi, il est présent en juillet 1333 aux côtés d'Édouard III et de Balliol lors du siège de Berwick et de la bataille de Halidon Hill. John de Warenne fournit également des troupes lors des invasions de l'Écosse en 1334 et 1335 et est présent le 12 juin 1334 à Newcastle-upon-Tyne lorsque son cousin Balliol cède à Édouard III une grande partie du territoire écossais situé au sud du Forth. Le roi d'Angleterre récompense Surrey de ses services rendus en Écosse, notamment en lui accordant le 23 juillet 1333 un pardon pour les dettes que sa famille a contractées envers la couronne. Il lui promet par ailleurs une rente supplémentaire de 2 000 marcs. De son côté, Édouard Balliol le remercie de son appui et le titre comte de Strathearn le 27 février 1333. Néanmoins, l'échec définitif de l'ultime campagne d'Édouard III en Écosse en 1336 l'empêche de prendre possession de ses domaines écossais.
Bénéficiant de la confiance d'Édouard III, le comte de Surrey se voit confier de nouveaux postes par le roi au sein de l'administration de l'Angleterre. Il est chargé ainsi de la défense du royaume à l'été 1336, pendant que le roi part guerroyer en Écosse, et reçoit en septembre 1337 l'ordre de présenter à la population du Surrey les plans de défense face à un risque d'invasion française. Par ailleurs, John de Warenne reprend plusieurs fonctions subsidiaires de ses titres de noblesse, notamment celle de shérif du Surrey et du Sussex, qu'il exerce à partir de juillet 1339. Au même moment, la guerre de Cent Ans éclate avec la France et Édouard III doit se rendre entre juillet 1338 et février 1340 auprès de ses alliés flamands. Pendant son absence, le gouvernement est nominalement pris en charge par le prince héritier Édouard de Woodstock mais celui-ci, âgé de seulement huit ans, est assisté par un nouveau conseil de régence dans lequel John de Warenne détient une place importante. Lorsqu'éclate à l'automne 1340 une crise constitutionnelle entre le roi et le clergé en raison de difficultés financières, le comte se rend au Parlement afin de plaider la cause d'Édouard et rappelle aux pairs qu'ils se doivent de soutenir efficacement leur souverain. En juillet 1345, il est chargé par le roi de conseiller son deuxième fils Lionel d'Anvers, nommé régent par son père, pendant qu'il mène une campagne en Flandre.

### Seconde tentative de divorce, mort et succession
Pourtant, bien que John de Warenne accomplisse avec succès ses devoirs militaires et administratifs, il ne parvient pas à s'entendre avec son épouse. Bien qu'ils aient été proches d'une réconciliation à partir de 1325, les époux se séparent à nouveau en 1337 après une querelle et Jeanne de Bar quitte l'Angleterre avec l'ensemble de sa famille. En 1344, l'évêque de Winchester Adam Orleton exhorte le comte de Surrey à reprendre son épouse et à respecter le traité de leur mariage, mais sa demande reste infructueuse. En 1345, Jeanne de Bar se rend une nouvelle fois en Angleterre et se voit confirmer par le roi Édouard III la possession des terres qu'elle détient de son plein droit. Toujours aussi ardent à rompre son mariage, le comte affirme la même année qu'il a entretenu avant 1306 une liaison avec Marie, une des filles du roi Édouard Ier et donc une tante de son épouse, ce qui aurait pour conséquence la prononciation de la nullité de leur union. Cette assertion n'est pas prise en compte par les autorités ecclésiastiques, qui considèrent que cette relation n'a pu avoir lieu, puisque Marie est entrée au couvent en 1285, avant même la naissance du comte de Surrey,. Il est probable que John de Warenne ait choisi Marie pour ses machinations en raison de sa mort en 1332 et de sa position de religieuse, qui la prive d'enfants qui pourraient être offensés par la déclaration du comte.
La détermination du comte de Surrey à faire annuler son mariage provient sans doute de sa liaison avec une nouvelle maîtresse, Isabelle de Holland, fille de Robert de Holland, 1er baron Holand. John de Warenne est en effet séparé depuis l'automne 1320 de sa première maîtresse Maud de Nereford, date à laquelle il est précisé par un chroniqueur que le comte a « banni Maud de Nerford de son cœur et l'a chassée de sa compagnie ». Après leur séparation, Surrey a mobilisé ses relations au sein de la cour pour empêcher Maud de tenir un procès contre lui, en se plaignant du fait qu'un des juges désignés était membre de la famille de Nereford et que la sentence risquait d'être partiale. À présent, John de Warenne espère non seulement épouser Isabelle de Holland, mais il compte également lui léguer une partie de ses biens. Le roi Édouard a consenti initialement en mars 1333 à la cession de certaines propriétés du comte à une éventuelle maîtresse mais il revient sur sa décision le 12 décembre 1346 lorsque Richard FitzAlan, 3e comte d'Arundel, neveu et héritier de John de Warenne par sa mère Alice, proteste vivement contre cette décision. John se voit alors contraint d'acquiescer à la demande de son héritier et de revenir sur ses dons. Malgré cette sentence, le comte traite sa maîtresse avec tous les égards et la désigne comme « ma compaigne » dans le testament qu'il rédige en date du 24 juin 1347, quelques jours avant son trépas.
Au cours des années 1340, la santé du comte de Surrey se détériore sensiblement. Au Carême 1342, le roi convoque le comte pour l'invasion de la Bretagne mais ce dernier, désormais âgé de 56 ans, invoque des raisons de santé pour justifier son absence. La même année, il refuse de se présenter à un tournoi tenu à Dunstable. En juillet 1346, il s'excuse auprès du Parlement pour son absence et abandonne ses offices. Il meurt sans descendance légitime le 29 ou 30 juin 1347 en son château de Conisbrough et est inhumé au prieuré de Lewes. Son épouse, absente au moment de son décès, lui survit jusqu'en 1361. Dans son testament, John de Warenne lègue à sa maîtresse Isabelle de Holland divers présents mais ne transmet rien à son épouse Jeanne. Il a au moins trois fils et trois filles de ses diverses relations adultérines, auxquels il lègue également des biens. Malgré l'échec flagrant de son mariage, le comte a toujours été considéré comme un homme pieux, notamment par les dons qu'il a faits à des monastères, sa participation à la confrérie du prieuré de Durham ainsi que la rédaction d'une Bible en français à ses frais. Ses titres et terres sont hérités par son neveu Richard FitzAlan, mais ce n'est qu'après la mort de Jeanne de Bar, que le comte d'Arundel décide enfin de porter le titre de comte de Surrey, tandis que celui de comte de Sussex n'est pas revendiqué après la mort de John de Warenne et s'éteint.

## Descendance
De ses liaisons extraconjugales, John de Warenne a neuf enfants illégitimes :
- Guillaume de Warenne (avant le 24 août 1310 – après novembre 1368) : de mère inconnue, il est fait chevalier et épouse une certaine Margaret, mais n'est pas mentionné dans le testament de son père ;
- John de Warenne (avant août 1316 – après novembre 1345) : fils de Maud de Nereford, il intègre l'ordre de Saint-Jean de Jérusalem[2],[1], mais n'est pas mentionné dans le testament de son père ;
- Thomas de Warenne (avant août 1316 – après novembre 1345) : fils de Maud de Nereford, il intègre l'ordre de Saint-Jean de Jérusalem[2],[1], mais n'est pas mentionné dans le testament de son père ;
- Édouard de Warenne (entre août 1316 et l'automne 1320 – après le 23 février 1349) : probablement fils de Maud de Nereford, il est fait chevalier, épouse une certaine Cecily de Eton et est mentionné dans le testament de son père ;
- Guillaume de Warenne (date de naissance inconnue – après 1364) : de mère inconnue, il devient prieur de Horton dans le Kent et de Castle Acre dans le Norfolk et est mentionné dans le testament de son père ;
- Ravelyn (ou Ravlyn) de Warenne (avant 1334 – date de décès inconnue, probablement avant avril 1346) : de mère inconnue, il n'est pas mentionné dans le testament de son père ;
- Jeanne de Warenne (date de naissance inconnue – après le 24 juin 1347) : de mère inconnue, elle épouse un certain de Basing et est mentionnée dans le testament de son père ;
- Catherine de Warenne (date de naissance inconnue – après le 24 juin 1347) : de mère inconnue, elle épouse un certain Robert Heveningham et est mentionnée dans le testament de son père ;
- Isabelle de Warenne (date de naissance inconnue – après le 24 juin 1347) : de mère inconnue, elle devient nonne à Sempringham et est mentionnée dans le testament de son père.